# マリー・グートハイル＝ショーダー
マリー・グートハイル＝ショーダー（Marie Gutheil-Schoder, *1874年2月16日 ヴァイマル; – †1935年10月4日 イルメナウ）は、20世紀前半の最も重要なドイツ人ソプラノ歌手の一人。

## 略歴
1880年より個人指導で音楽を学び、ヴァイマル大公国国立音楽学校に進学した。1891年にオペラ歌手として初舞台を踏み、1900年までヴァイマル宮廷劇場に所属した。ヴァイマルでリヒャルト・シュトラウスに見出され、《カルメン》や《ミニョン》の主役について一緒に研究した後、それぞれの解釈によって名を揚げた。リヒャルト・シュトラウスに同行してバイロイトにも出向き、合唱団の一員として出演している。1899年にヴァイマル宮廷楽長のグスタフ・グートハイルと結婚した。
1900年にグスタフ・マーラーと契約を結んでウィーン宮廷歌劇場に進出する。さしあたって同年2月19日には《道化師》のネッダ役でウィーンに客演し、5月26日に《カルメン》のタイトルロールで宮廷歌劇場の一員としてデビューした。1902年にウィーンでG&T社のために、《カルメン》からの2曲に加え、《ウィンザーの陽気な女房たち》のアリア1曲、《白婦人》や《ホフマン物語》からの二重唱を録音する。1913年には《ばらの騎士》のオクタヴィアン役でコヴェント・ガーデンにも出演した。
当たり役の一つは、「風変わりなニーチェ風の」カルメンだった。その他の十八番の役柄に、エヴァ、パミーナ、ミミ、サロメ、マルタ、シェリュバン、エルビーラ伯爵夫人がある。
グートハイル＝ショーダーは、モーツァルト歌手として持て囃されただけでなく、同時代の音楽にも興味を寄せた。R・シュトラウスのバレエ音楽《ヨゼフの伝説》のウィーン初演ではポテパルの妻役で出演し、1924年にはプラハにおいて、アルノルト・シェーンベルクの歌劇《期待》の初演で恐ろしく難しい主役を演じ切った。1925年にはウィーン国立歌劇場の名誉会員に選ばれている。1927年までウィーンに留まり、「思慮深い女性歌手」の真骨頂を窮めた。
私生活では、1914年に先夫グートハイルに先立たれており、1920年に写真家のフランツ・ゼッツァーと再婚した。
マーラーからは天才と呼ばれ、声楽家や舞台女優としても高い評価を受けていたが、さるウィーンの評論家が記したように、どうやら「声に恵まれない歌手」だったらしい。1927年から1933年までオペラの演出家（舞台監督）を務め、ザルツブルク・モーツァルテウム音楽院では講座を開いている。著名な門人にメゾソプラノ歌手のリーゼ・スティーヴンスがいる。
1935年に64歳でドイツのイルメナウに没した。1961年に、遺功を偲んでウィーンの街路にグートハイル＝ショーダー通り（Gutheil-Schoder-Gasse）の名が付けられた。

## 註記
1. ↑  デビューした時の演目については、独語版ウィキペディアは「《ガブリエル》や《ファウスト》でデビュー」としており、英語版では「郷里ヴァイマルで《魔笛》の第1の婦人という端役でデビュー」としており、混乱が見られる。